# Huping (sockenhuvudort i Kina, Jiangxi Sheng, lat 27,19, long 115,75)
Huping är en sockenhuvudort i Kina. Den ligger i provinsen Jiangxi, i den sydöstra delen av landet, omkring 170 kilometer söder om provinshuvudstaden Nanchang. Antalet invånare är 17 516. Befolkningen består av 8 363 kvinnor och 9 153 män. Barn under 15 år utgör 26,0 %, vuxna 15-64 år 66 %, och äldre över 65 år 7,0 %.
Runt Huping är det ganska tätbefolkat, med 139 invånare per kvadratkilometer. Närmaste större samhälle är Tengtian, 15,4 km sydväst om Huping. Trakten runt Huping består till största delen av jordbruksmark.
Genomsnittlig årsnederbörd är 2 221 millimeter. Den regnigaste månaden är juni, med i genomsnitt 358 mm nederbörd, och den torraste är oktober, med 20 mm nederbörd.